# 馬沙特河
42°34′56″N 69°50′41″E / 42.5821°N 69.8448°E
馬沙特河是哈薩克斯坦的河流，位於該國南部突厥斯坦州，屬於阿雷斯河的左支流，河道全長60公里，流域面積550平方公里，河水來自融雪和地下水。

## 外部連結
- Mashat canyon （页面存档备份，存于）